# محمد باقر الإصطهبناتي
محمد باقر إصطهبناتي (الفارسية: محمد باقر اصطهباناتی؛ وُلد عام 1837) كان فقيهًا فارسيًا وكاتبًا ورياضيًا ومخترعًا. وُلِد في إصطهبان.

## التعليم
عندما كان إصطهبناتي في الثانية عشرة من عمره، التحق بمدرسة شيراز المنصورية حيث بقي هناك لمدة ثماني سنوات. وفي عام 1867، ذهب إلى طهران مع أساتذة طلاب آخرين مثل السيد وايز (مدراس)، ومحمد حكيم قمشهاي، وميرزا أبو الحسن جلوي، وملا علي كيني، وسيد مهدي نجفي قزويني. وفي عام 1879 عاد إلى شيراز. وبسبب صراعه مع قوام الملك (الحاكم الفارسي) نُفي إلى سامراء، حيث تلقى دروسًا على يد ميرزا محمد حسن الحسيني الشيرازي، مما أهله لممارسة الاجتهاد.
وبعد وفاة الشيرازي ذهب إصطهبناتي إلى النجف حيث أسس مجاله الفلسفي. وكانت أطروحته عبارة عن مجموعة من آلاف القطع الشعرية التي تشرح العلوم، مثل الفقه والأحكام، وحتى اللغة الشعرية والدين. وكان أيضًا أستاذًا للرياضيات وفروعها. وقد بقيت العديد من مقالاته في هذا المجال. وكتب عن الوقاية والصحة والنظافة في الرعاية الطبية الإضافية.

## الحياة الشخصية
في عام 1879، تزوج آية الله إصطهباني من لاريجاني ابنة محمد حسن التي تُوفيت في عام 1900. كان والده هو الشيخ محمد تقي رافانشاد، المعروف بروفانشاد الفيلسوف.

## الوفاة
استشهد إصطهباني أثناء الثورة التي قادها أهالي شيراز. دُفن جثمانه في حديقة غزل الحافظية.

## طالع أيضًا
- محمد جمال الدين المكي العاملي
- زين الدين الجبائي العاملي
- محمد باقر الصدر
- خمسة شهداء من الشيعة [الإنجليزية]